# Comité Paralímpico Nacional Centroafricana
El Comité Paralímpico Nacional Centroafricana es el comité paralímpico nacional que representa a la República Centroafricana. Esta organización es la responsable de las actividades deportivas paralímpicas en el país. Es miembro del Comité Paralímpico Internacional y del Comité Paralímpico Africano.